# Томассен, Йоаким
Йоаким Томассен (норв. Joachim Thomassen, род. 27 декабря 1990) — норвежский шахматист, международный мастер (2010).
Серебряный призёр чемпионата Норвегии 2010 г. (разделил 1—4 места, в дополнительном турнире занял 2-е место). Победитель класса В чемпионата Норвегии 2006 г.
В составе сборной Норвегии участник командного чемпионата Европы 2009 г.
Участник юношеского чемпионата Европы 2007 г. (в категории до 18 лет).
Участник Кубка европейских клубов 2009 г.
С 2014 г. не участвует в соревнованиях высокого уровня.

## Основные спортивные результаты
| Год  | Город       | Соревнование                                             | + | − | = | Результат | Место  |
| ---- | ----------- | -------------------------------------------------------- | - | - | - | --------- | ------ |
| 2006 | Мосс        | Чемпионат Норвегии (класс В)                             | 9 | 0 | 0 | 9 из 9    | 1      |
| 2007 | Шибеник     | Юношеский чемпионат Европы (до 18 лет)                   |   |   |   |           | [ 10 ] |
| 2009 | Берген      | Чемпионат Норвегии                                       | 2 | 3 | 4 | 4 из 9    | 17—20  |
|      | Охрид       | Кубок европейских клубов                                 | 1 | 3 | 3 | 2½ из 7   |        |
|      | Нови-Сад    | Командный чемпионат Европы (сборная Норвегии, ?-я доска) | 0 | 5 | 3 | 1½ из 8   |        |
| 2010 | Фредрикстад | Чемпионат Норвегии                                       | 4 | 1 | 4 | 6 из 9    | 1—4    |
|      |             | Дополнительный матч-турнир                               |   |   |   |           | 2      |
| 2011 | Осло        | Чемпионат Норвегии                                       | 4 | 4 | 1 | 4½ из 9   | 9—10   |

## Изменения рейтинга
| Графики недоступны из-за технических проблем. См. информацию на Фабрикаторе и на mediawiki.org. |